# La Văn
La Văn (hoặc La Vấn, tiếng Trung giản thể: 罗文, bính âm Hán ngữ: Luō Wén, sinh tháng 12 năm 1964, người Hán) là chính trị gia nước Cộng hòa Nhân dân Trung Hoa. Ông là Ủy viên Ủy ban Trung ương Đảng Cộng sản Trung Quốc khóa XX, hiện là Bí thư Đảng tổ, Cục trưởng Tổng cục Quản lý và Giám sát thị trường Quốc gia Trung Quốc. Ông nguyên là Phó Bí thư chuyên chức Tỉnh ủy Tứ Xuyên; Phó Bí thư Đảng tổ, Phó Tỉnh trưởng thường vụ Tứ Xuyên, Viện trưởng Viện Hành chính tỉnh Tứ Xuyên; Ủy viên Đảng tổ, Phó Chủ nhiệm Ủy ban Cải cách và Phát triển Quốc gia; Ủy viên Đảng tổ, Phó Bộ trưởng Bộ Công nghiệp và Công nghệ thông tin.
La Văn là đảng viên Đảng Cộng sản Trung Quốc, học vị Cử nhân Triết học, Thạc sĩ EMBA, Tiến sĩ Khoa học quản lý, học hàm Cao cấp công trình sư. Ông có sự nghiệp thời gian dài ở các cơ quan, tổ chức, đơn vị công nghệ thông tin, điện tử, nghiên cứu và tham gia thị trường trước khi trở thành người lãnh đạo cơ quan quản lý thị trường của Trung Quốc.

## Xuất thân và giáo dục
La Văn sinh tháng 12 năm 1964 tại huyện An Nhân, địa cấp thị Sâm Châu, tỉnh Hồ Nam, Cộng hòa Nhân dân Trung Hoa. Ông lớn lên và tốt nghiệp phổ thông ở quê nhà, trúng tuyển và tới thủ phủ Vũ Hán, Hồ Bắc nhập học Khoa Triết học của Đại học Vũ Hán vào tháng 9 năm 1981. Tháng 7 năm 1985, ông tốt nghiệp Cử nhân Triết học, đồng thời được kết nạp Đảng Cộng sản Trung Quốc. Tháng 4 năm 2003, ông theo học cao học quản lý công thương cấp cao tại Đại học Giao thông Bắc Kinh, nhận bằng Thạc sĩ Điều hành cao cấp (EMBA) vào tháng 4 năm 2005. Sau đó, từ tháng 9 năm 2007, ông là nghiên cứu sinh sau đại học, trở thành Tiến sĩ Khoa học quản trị vào tháng 9 năm 2014, và được phong học hàm Cao cấp công trình sư sau đó. Bên cạnh đó, ông từng tham gia lớp thứ nhất khóa 39 của Bộ Huấn luyện cán bộ trung, thanh niên của Trường Đảng Trung ương Đảng Cộng sản Trung Quốc từ tháng 9 năm 2015 đến tháng 1 năm 2016.

## Sự nghiệp

### Các giai đoạn
Tháng 8 năm 1985, sau khi tốt nghiệp đại học, La Văn bắt đầu sự nghiệp của mình khi được tuyển dụng làm cán bộ của Học viện Cán bộ quản lý công nghiệp điện tử (电子工业管理干部学院), một đơn vị sự nghiệp công lập ở Bắc Kinh. Ông công tác ở cơ quan này giai đoạn 1985–95, lần lượt là giảng viên, Phó Chủ nhiệm Khoa Khoa học xã hội, Phó Trưởng phòng rồi Trưởng phòng Giáo vụ và Nghiên cứu khoa học của trường. Tháng 11 năm 1997, ông được chuyển tới Bộ Công nghiệp điện tử, nhậm chức Trợ lý Chủ nhiệm Trung tâm nghiên cứu Máy tính và Vi điện tử (电子工业部计算机与微电子发展研究中心) của bộ, đồng thời là Tổng biên tập Tạp chí Thị trường máy tính, và Phó Chủ nhiệm thường vụ Trung tâm nghiên cứu thị trường.
Tháng 2 năm 2000, La Văn được điều chuyển tới khối doanh nghiệp nhà nước ngành công nghệ, nhậm chức Phó Giám đốc (điều hành thường vụ) của Công ty cố vấn CCID (赛迪顾问股份有限公司, CCID Consulting) ở Bắc Kinh. Tháng 3 năm 2003, ông được điều trở lại đơn vị nghiên cứu, bổ nhiệm làm Phó Viện trưởng Viện nghiên cứu Phát triển công nghiệp thông tin điện tử Trung Quốc (CCID Group), kiêm nhiệm Tổng giám đốc CCID Consulting. Đến tháng 4 năm 2009, ông được thăng chức làm Viện trưởng CCID Group, đồng thời là Chủ tịch CCID Consulting.
Tháng 11 năm 2015, La Văn được chuyển ngạch công vụ viên, điều chuyển tới Bộ Công nghiệp và Công nghệ thông tin Trung Quốc, nhậm chức Ty trưởng Ty Quy hoạch. Đến tháng 7 năm 2017, ông được Tổng lý Lý Khắc Cường bổ nhiệm làm Ủy viên Đảng tổ, Phó Bộ trưởng Bộ Công Tín. Đến tháng 1 năm 2019, ông được điểu chuyển làm Ủy viên Đảng tổ, Phó Chủ nhiệm Ủy ban Cải cách và Phát triển Quốc gia. Tháng 3 năm 2020, Ban Bí thư quyết định điều chuyển ông về tỉnh Tứ Xuyên, vào Ban Thường vụ Tỉnh ủy, nhậm chức Phó Bí thư Đảng tổ, Phó Tỉnh trưởng thường vụ Chính phủ Nhân dân tỉnh Tứ Xuyên. Từ tháng 6 năm 2020, ông kiêm nhiệm làm Viện trưởng Viện Hành chính tỉnh Tứ Xuyên, rồi chuyển chức làm Phó Bí thư Tỉnh ủy Tứ Xuyên từ tháng 5 năm 2022.

### Quản lý thị trường
Ngày 17 tháng 6 năm 2022, Ủy ban Trung ương Đảng Cộng sản Trung Quốc quyết định điều chuyển La Văn trở lại trung ương, nhậm chức Bí thư Đảng tổ Tổng cục Quản lý và Giám sát thị trường Quốc gia Trung Quốc, kế nhiệm Trịnh Tân Thông, chính thức được Quốc vụ viện bổ nhiệm làm Cục trưởng Tổng cục này từ ngày 8 tháng 7 năm 2022. Cuối năm 2022, ông tham gia Đại hội Đảng Cộng sản Trung Quốc lần thứ XX từ đoàn đại biểu khối cơ quan trung ương Đảng và Nhà nước. Trong quá trình bầu cử tại đại hội, ông được bầu là Ủy viên Ủy ban Trung ương Đảng Cộng sản Trung Quốc khóa XX.